# Wiesweber
Wiesweber ist ein Gemeindeteil von Bad Heilbrunn im oberbayerischen Landkreis Bad Tölz-Wolfratshausen. Der Weiler liegt circa eineinhalb Kilometer westlich von Bad Heilbrunn an der Bundesstraße 472 auf der Gemarkung Oberbuchen.
Der Ort war bis 1971 ein Gemeindeteil von Oberbuchen und hieß ursprünglich Wieshäusl und wurde auch als Weiherhäusl bezeichnet.